# مگس پنیر
مگس پنیر(نام علمی: Piophilidae) نام یک تیره از زیرراسته کوتاه‌شاخکان است.